# Anomocora fecunda
Espèce
Statut CITES
Anomocora fecunda est une espèce de coraux appartenant à la famille des Caryophylliidae.